# Elżbieta Lewandowska (chemik)
Elżbieta Lewandowska (zm. 1 maja 2021) – polska chemiczka organiczna, doktor habilitowana, wykładowca Uniwersytetu Przyrodniczego w Poznaniu.

## Życiorys
W 1980 obroniła pracę magisterską na Uniwersytecie im. Adama Mickiewicza, a w 1988 została doktorem nauk chemicznych na tej samej uczelni. Przez czterdzieści lat (1980–2019) była związana zawodowo z Uniwersytetem Przyrodniczym w Poznaniu. 
Realizowała badania z zakresu czystej chemii organicznej, ze szczególnym uwzględnieniem mechanizmów reakcji chemicznych, kierunku ich przebiegu oraz kinetyki tych procesów. Była zaangażowana w wielowątkowe publikacje w czasopismach polskich i zagranicznych. Odbyła cztery staże naukowe w USA. Współpracowała z Florida International University w Miami. Kierowała zespołem badawczym w Zakładzie Chemii Organicznej. Realizowała m.in. projekt Biotechnologiczna konwersja glicerolu do polioli i kwasów dikarboksylowych, w którym opracowała metodę zagospodarowania produktów odpadowych paliwa typu biodiesel na wytwarzanie surowców dla syntezy organicznej. Po przejściu na emeryturę nadal prowadziła działalność wykładową.
Pogrzeb odbył się 8 maja 2021 na cmentarzu parafialnym przy kościele św. Michała Archanioła w poznańskim Kiekrzu.

## Zainteresowania naukowe
Jej główne kierunki badań naukowych stanowiły regioselektywność addycji reakcji Michaela, reakcje przegrupowania orto-nitrobenzylidenomalonianów i ich analogów, a także synteza zmodyfikowanych nukleozydów w części glikozydowej. Działała w obrębie chemii organiczna związanej z syntezą organiczną, reakcji nukleofilowych addycji Michaela oraz chemii cukrów i nukleozydów.